# Vlad Nistor
Gheorghe-Vlad Nistor (ur. 25 lipca 1954 w Bukareszcie) – rumuński historyk, nauczyciel akademicki i polityk, profesor, poseł do Izby Deputowanych, poseł do Parlamentu Europejskiego IX kadencji.

## Życiorys
Ukończył szkołę średnią w Konstancy, a w 1974 studia na wydziale historycznym Uniwersytetu Bukareszteńskiego. Doktoryzował się w zakresie historii na tej uczelni w 1993. W 1994 odbył studia podyplomowe na University of Warwick.
W latach 1978–1986 pracował jako nauczyciel w szkole średniej. Następnie podjął pracę na Uniwersytecie Bukareszteńskim. W 2001 został profesorem w katedrze historii antycznej i archeologii. W latach 2004–2012 zajmował stanowisko dziekana wydziału historycznego, od 2011 do 2015 pełnił funkcję przewodniczącego uczelnianego senatu. Gościnnie wykładał na uczelniach w Szwajcarii, Grecji, Niemczech i Wielkiej Brytanii. Autor i współautor licznych publikacji, w tym książek poświęconych historii antycznej Grecji i Rzymu.
W latach 1998–2000 pełnił funkcję doradcy prezydenta Emila Constantinescu. Od 2006 do 2010 był rumuńskim przedstawicielem w radzie dyrektorów think tanku International Centre for Black Sea Studies. W latach 2005–2010 i w 2012 zajmował stanowisko dyrektora generalnego Institutul Diplomatic Român, rumuńskiego instytutu dyplomatycznego.
Zaangażował się też w działalność polityczną w ramach Partii Narodowo-Liberalnej. W latach 2012–2016 sprawował mandat posła do Izby Deputowanych. W 2019 bez powodzenia kandydował do Europarlamentu. Mandat europosła IX kadencji objęła jednak w grudniu tegoż roku, dołączając w PE do frakcji chadeckiej.

## Odznaczenia
- Order Zasługi II klasy (Rumunia, 2000)
- Order Narodowy Zasługi III klasy (Francja, 1999)
- Order Zasługi II klasy (Portugalia, 1999)
- Komandor I klasy Orderu Danebroga (Dania, 2000)[1]